# Potres v Beljaku (1690)
Potres v Beljaku je bil močan potres z epicentrom verjetno v bližini Beljaka v današnji Avstriji, ki je 4. decembra 1690 okrog 16. ure popoldan prizadel območje Vzhodnih Alp, predvsem Koroško. Njegova magnituda je po različnih ocenah dosegla 6,2 ali 6,6 po momentni lestvici, čutili pa so ga več sto kilometrov daleč, od severa današnje Italije do Saške in Poljske ter prek slovenskih dežel vsaj do Istre.
Nastal je na geološki meji med južnimi in vzhodnimi Alpami, ki razmejuje seizmično zelo aktivno območje severne Italije od malo aktivnega območja severno od nje. Pojav potrjuje pravilo redkih, a močnih potresov na tem območju, med katerimi je najbolj znan veliki koroški potres (1348).
Največ škode je potres povzročil v Beljaku in okolici, kjer naj bi dosegel IX. stopnjo po Evropski makroseizmični lestvici. V mestu se je porušil zvonik cerkve sv. Jakoba in številne zgradbe, zabeleženih je bilo tudi 24 smrtnih žrtev, predvsem žensk in otrok, od približno 3000 takratnih meščanov. Beljak je bil še več desetletij po tem podprt s tramovi in prezidan v 18. stoletju. Močno so ga čutili tudi na severu Kranjske in v zgornjem Posočju z učinki VII. do VIII. stopnje. Povzročil je mnoge skalne podore in plazove v Julijcih in Karavankah, ki so ponekod zajezili vodotoke in povzročili poplave. Dokumentirane so tudi močne poškodbe Blejskega gradu, po katerem so takratni lastniki poslopje prezidali in med drugim povišali ter barokizirali grajsko kapelo. Manj jasna je interpretacija posledic v nemških deželah, saj je manj kot dva tedna prej nenavadno močan potres prizadel Turingijo in iz zgodovinskih virov včasih ni razvidno, na katerega se nanašajo. Po drugi strani so omembe v italijanskih virih zelo skromne in nakazujejo, da v Furlaniji ni povzročil omembe vredne škode. En italijanski vir navaja še porušene zgradbe in 20 smrtnih žrtev v Poreču in Rovinju, ki sta takrat spadala pod Beneško republiko.